# 접시

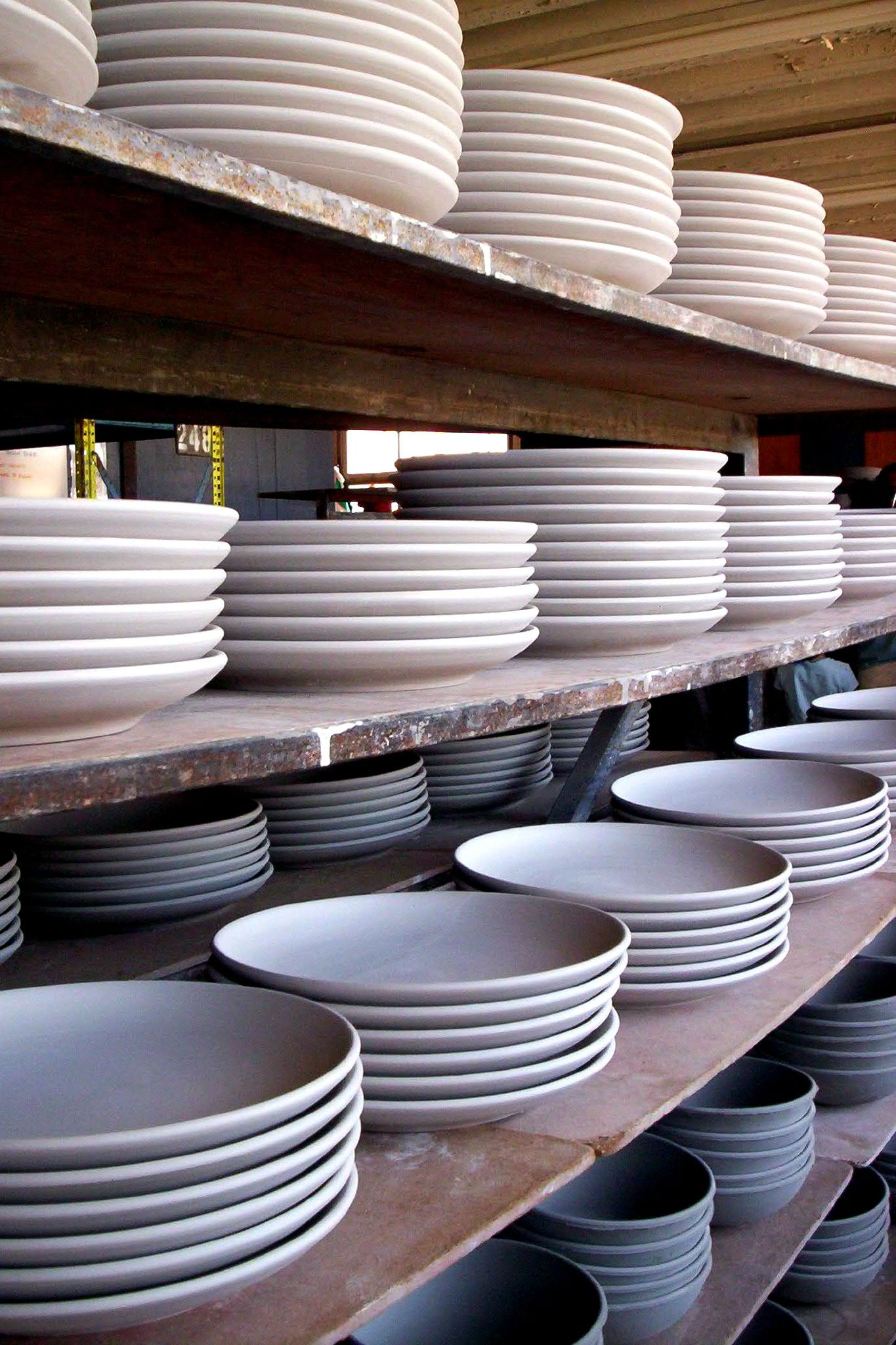
선반에 쌓인 접시들의 모습.

접시(←중고 한어: 疊子 [dep tsiX])는 반찬이나 과일, 과자 따위를 담는 얇고 납작한 그릇으로, 보통 국물이 없는 음식 따위를 담을 때 사용한다. 이전에는 흙, 유리, 플라스틱, 나무 등으로 만들었다. 종류는 큰접시·중간접시·작은접시·수프접시·디저트접시 등이 있다.

## 개요
접시는 음식을 담을 수 있는 넓고 주로 평평한 그릇이다. 접시는 의식이나 장식용으로도 사용할 수 있다. 대부분의 판은 원형이지만 모양이나 방수 재질로 만들어질 수 있다. 일반적으로 플레이트는 위로 구부러지거나 더 넓은 립 또는 융기 부분에 의해 가장자리 둘레에 융기된다. 가장자리가 없는 용기, 특히 프로파일이 더 둥근 경우 판 모양의 매우 큰 용기와 마찬가지로 그릇이나 접시로 간주될 수 있다. 접시는 식기의 일종이다. 나무, 도자기 및 금속으로 된 접시는 많은 문화권에서 고대로 거슬러 올라간다.

## 디자인

### 모양
일반적으로 넓고 평평한 유럽식 융기 입술은 오래된 유럽식 금속판 모양에서 파생되었다. 중국 세라믹 접시는 일반적으로 가장자리가 구부러지거나 가장자리가 좁다. 완전히 평평한 서빙 접시는 건조 식품에만 적합하며, 특히 목재인 경우에는 트렌처(trencher)라고 부를 수 있다.

### 재료
접시는 일반적으로 도자기, 토기, 석기와 같은 세라믹 재료뿐만 아니라 유리, 목재 또는 금속과 같은 기타 전통적인 재료로 만들어진다. 때때로 돌이 사용되었다. 다양한 플라스틱 및 기타 현대 재료에도 불구하고, 어린 아이들을 위한 접시와 같은 특수 용도를 제외하면 도자기 및 기타 전통 재료가 가장 일반적이다. 도자기와 본차이나는 한때 사치스러운 재료였지만 오늘날에는 세계 인구의 대부분이 구할 수 있다. 가장 내구성이 뛰어난 값싼 금속판은 개발도상국에서는 여전히 일반적이다. 흔히 플라스틱이나 종이 펄프 또는 합성물(플라스틱 코팅지)로 만들어지는 일회용 접시는 1904년에 발명되었으며 한 번만 사용하도록 설계되었다. 또한 멜라민 수지나 코렐과 같은 강화유리를 사용할 수도 있다.

## 사진

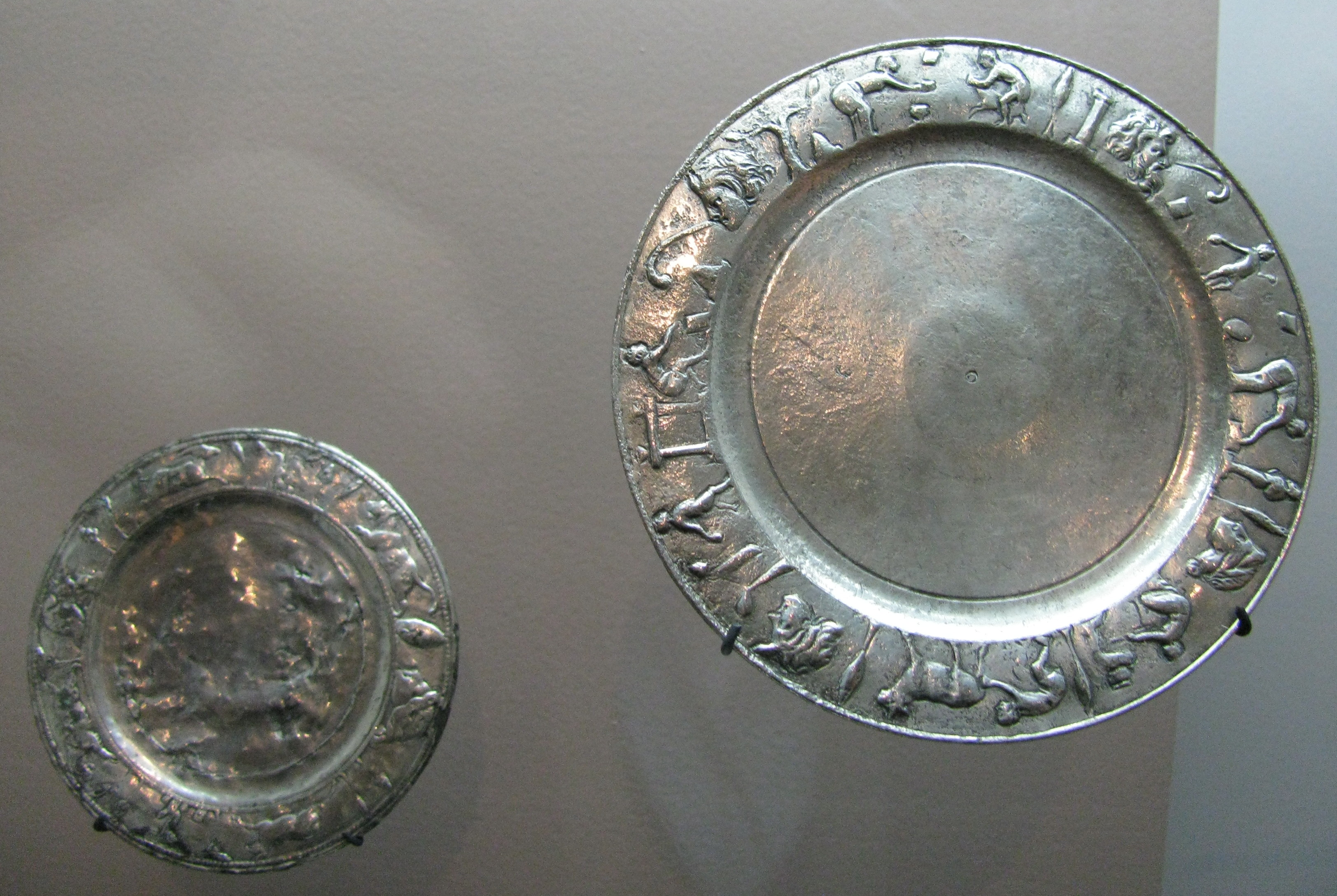
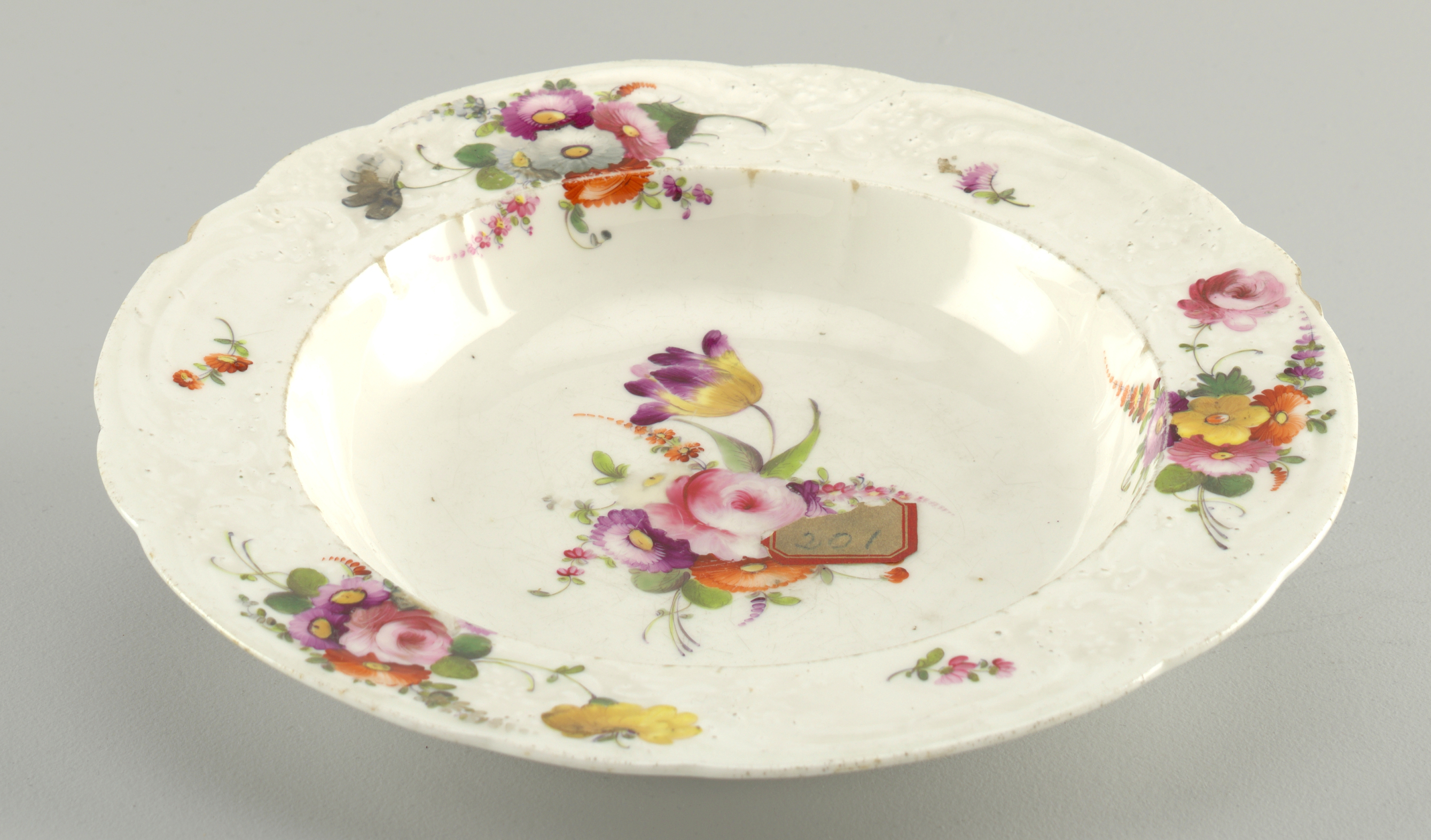
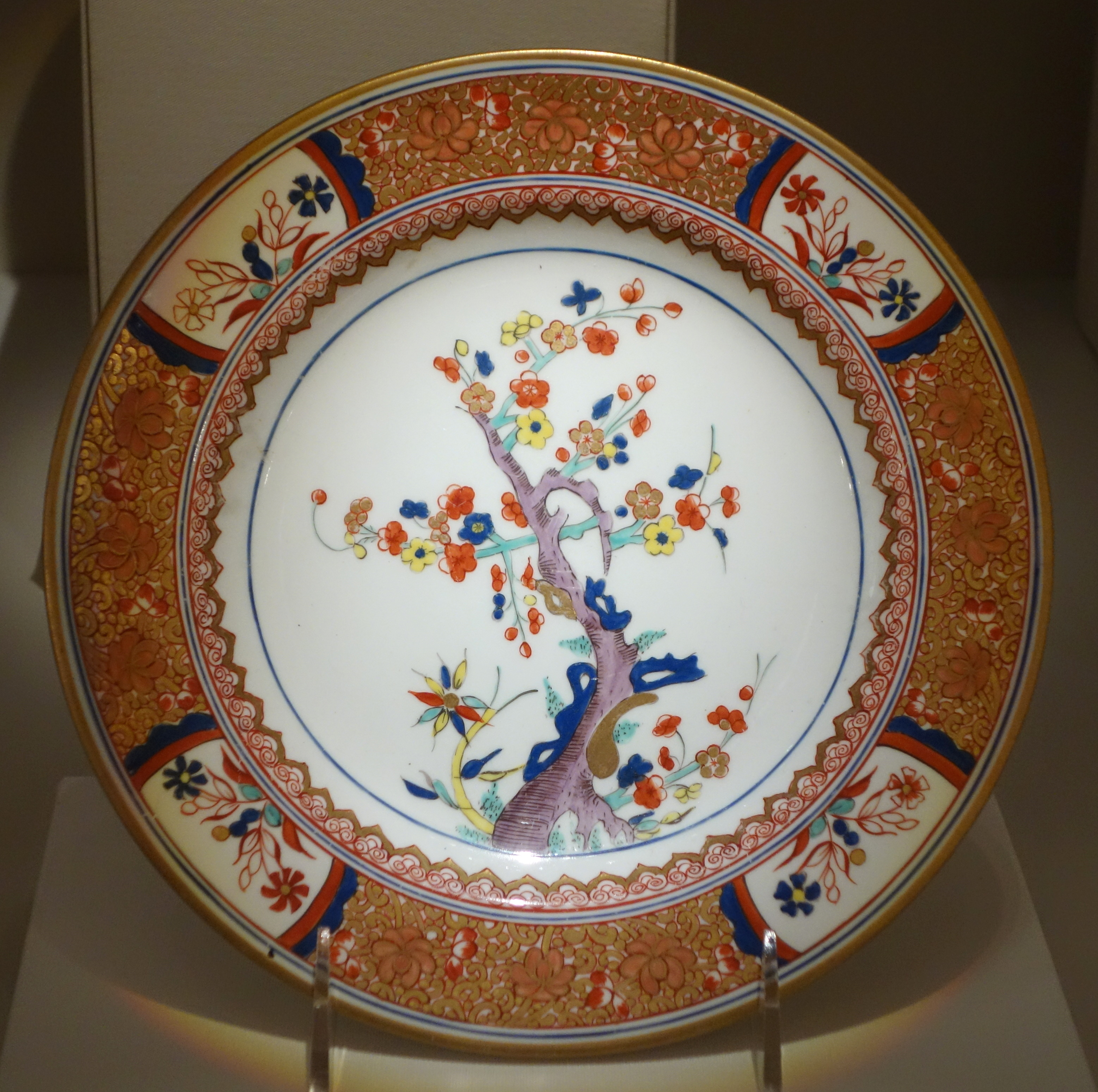
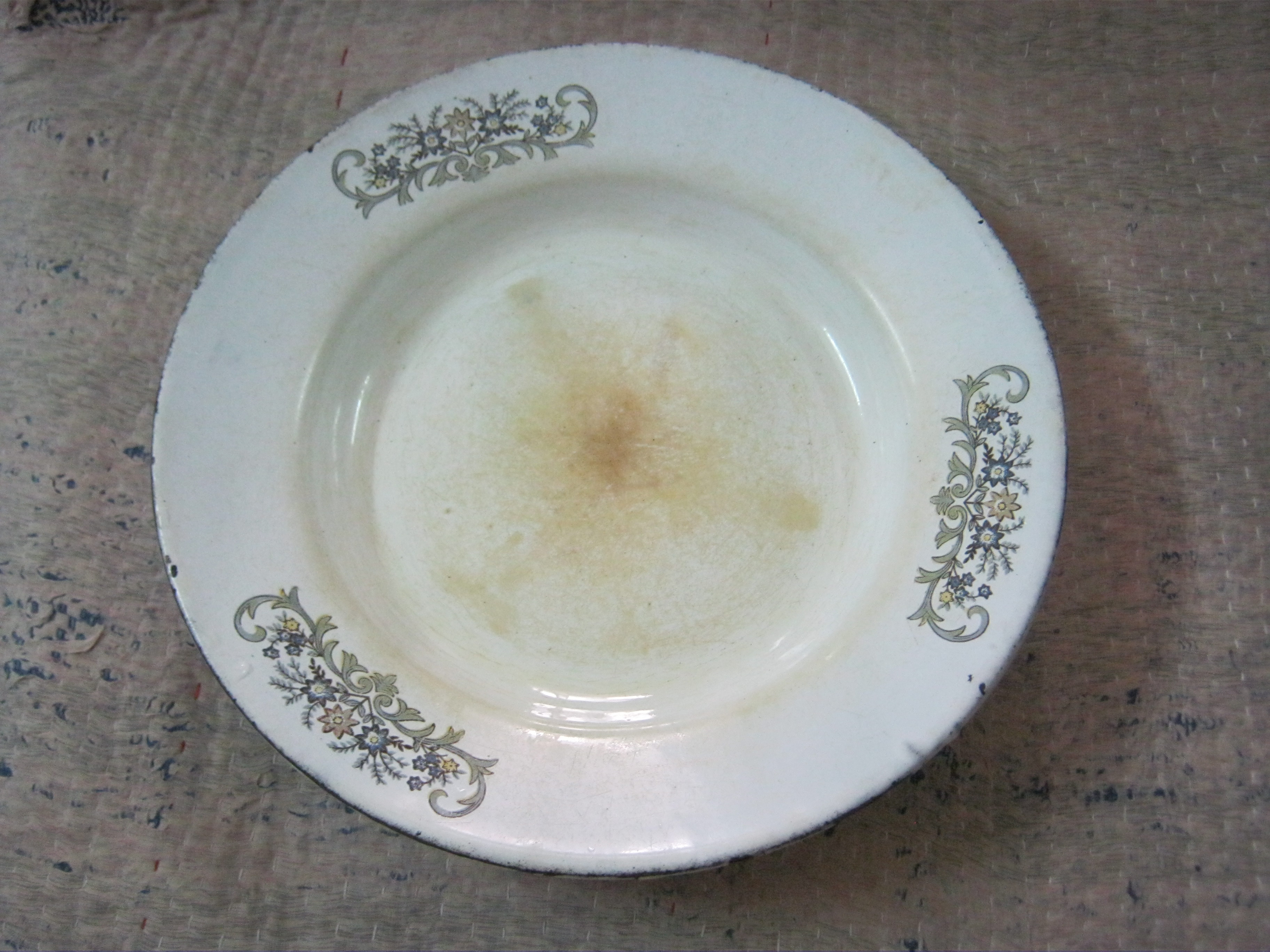
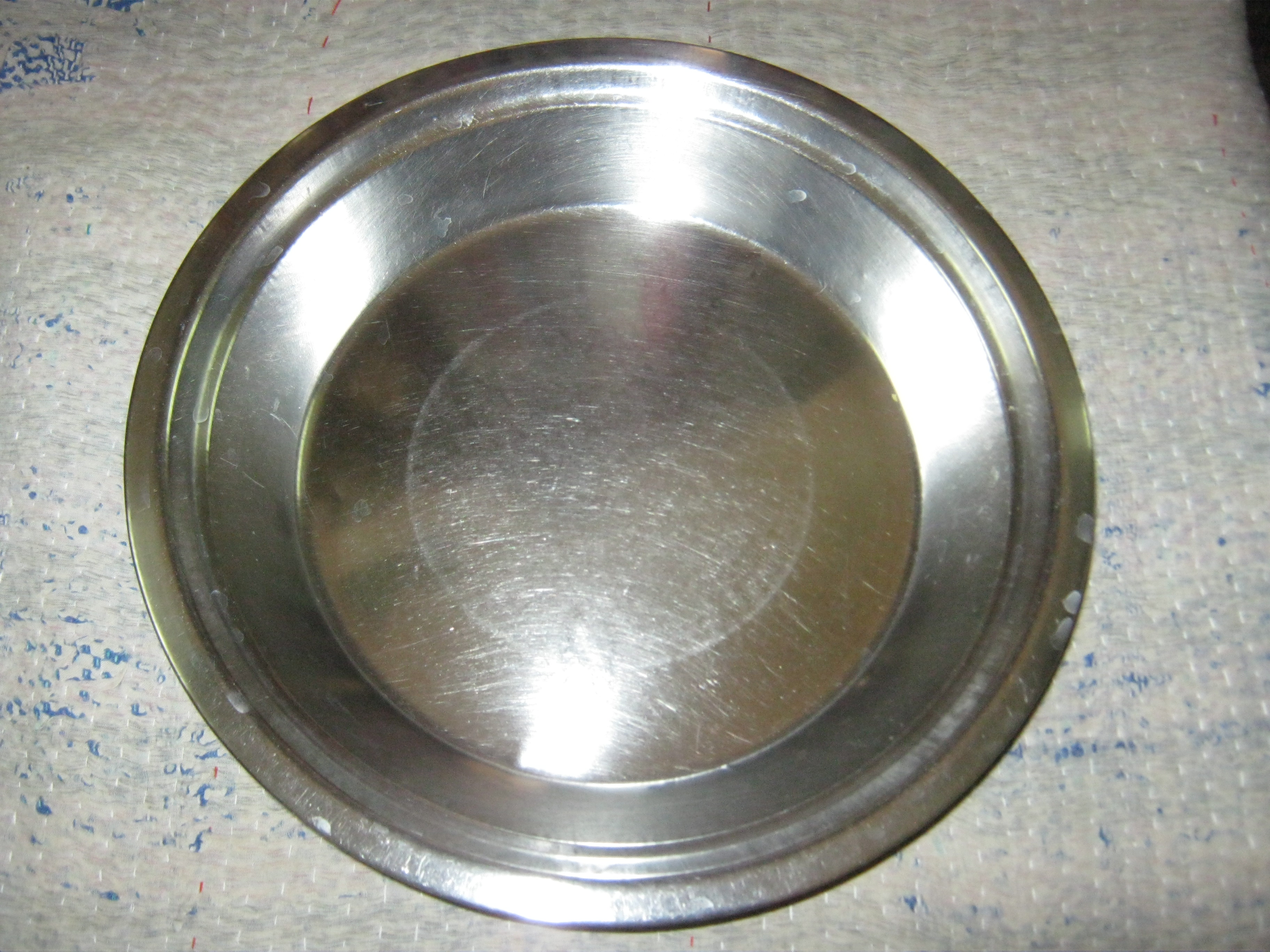
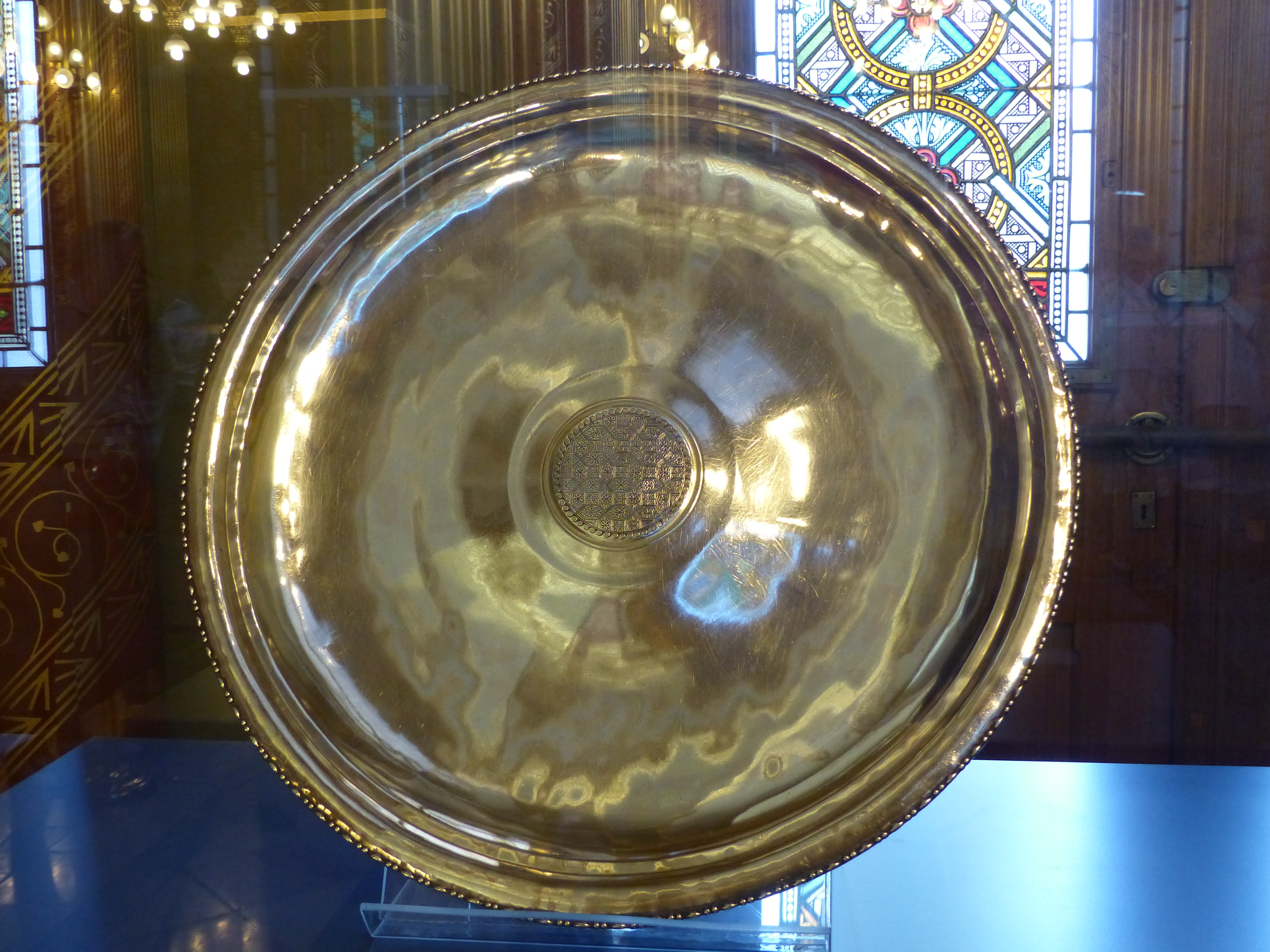
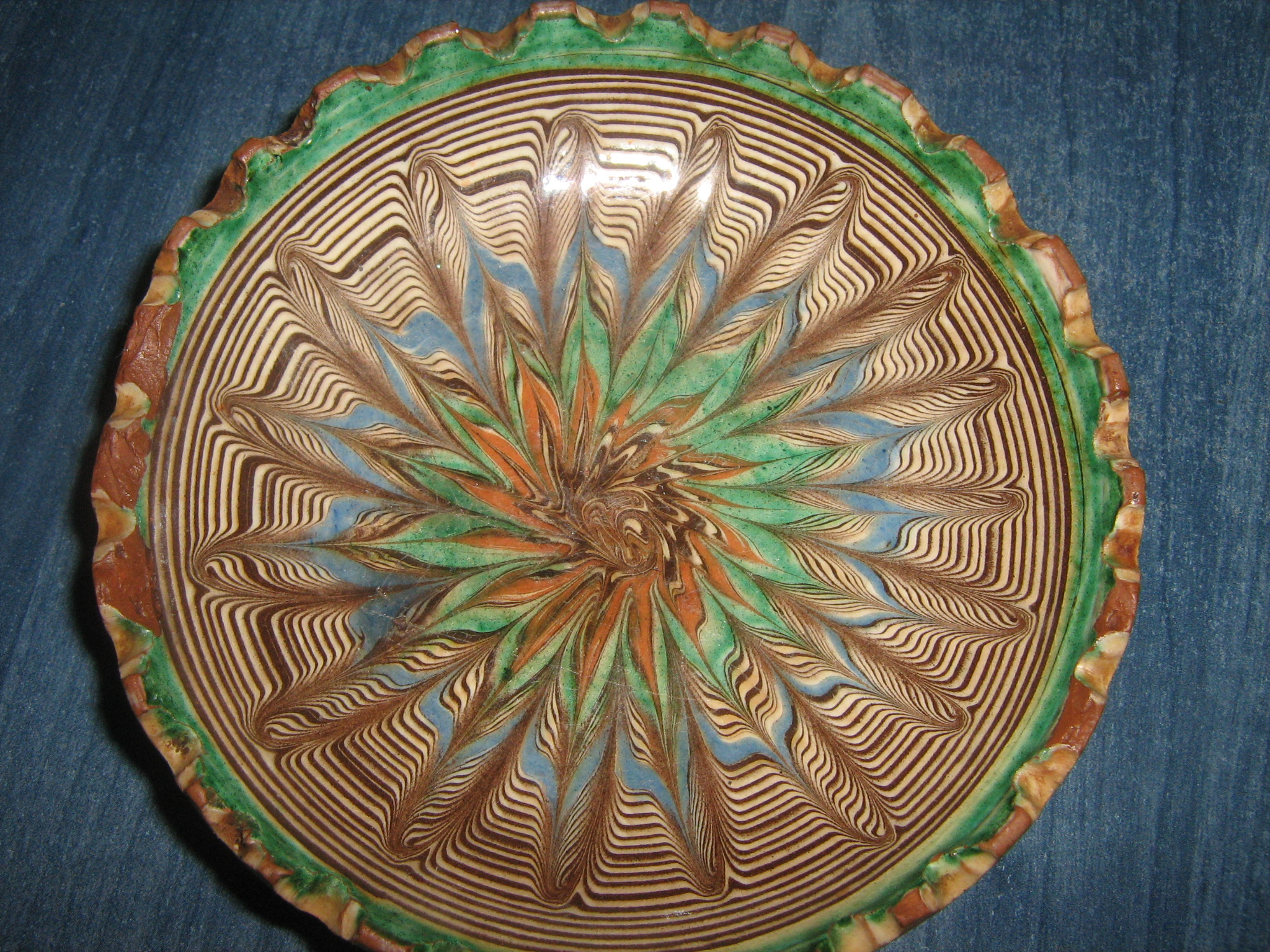
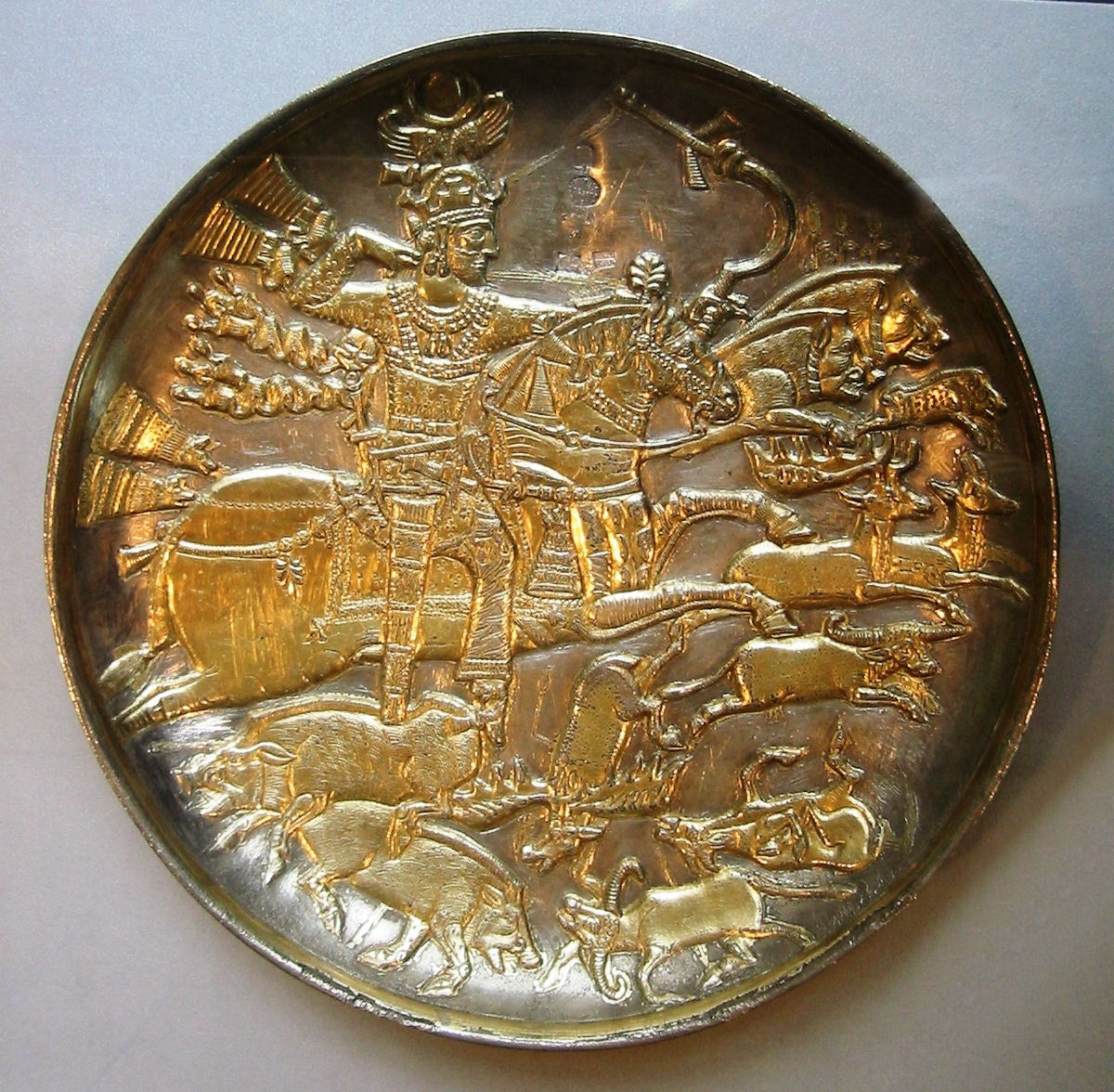
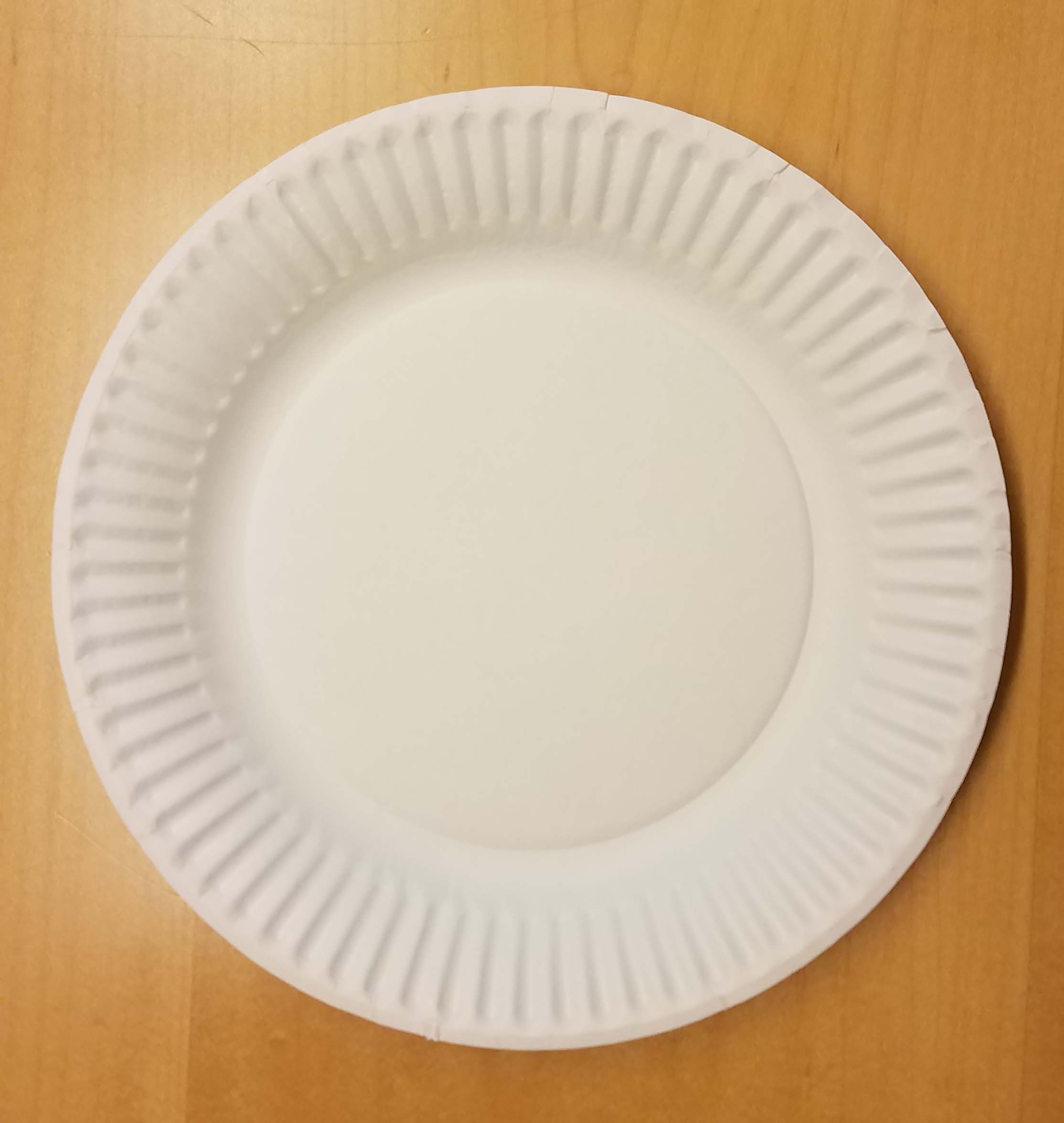